# 邱苡媃
邱苡媃（英語：Rose，2006年4月26日—），是台灣童星，台北人，與孿生姐姐邱苡晰組成樂樂媃媃，經紀公司為宝丽来国际娱乐，代表作品有《原来是美男》、《幸福兌換券》等。

## 影視作品

### 電視劇
| 年份 | 播出頻道         | 劇名             | 飾演           | 合作演員                                     |
| 2013 | 八大綜合台       | 原来是美男       | 高美女（童年） | 汪東城、程予希、黃仁德、蔡旻佑               |
| 2014 | 三立都會台       | 幸福兌換券       | 徐媃媃         | 胡宇威、袁艾菲、謝坤達、是元介、翁滋蔓       |
| 2015 | 台視、三立都會台 | 聽見幸福         | 雙胞胎病童     | 王傳一、任容萱、威廉、邵翔、雷瑟琳           |
| 2015 | 台視             | 愛上哥們         | 雁庭           | 陳楚河、賴雅妍、邵翔、畢書盡、陳語安         |
| 2017 | 台視、三立都會台 | 我的愛情不平凡   | 吳平凡（童年） | 蔡黃汝、楊一展、周孝安、陳敬宣、阿喜(林育品) |
| 2018 | 台視             | 三明治女孩的逆襲 | 亞欣           | 鄭家榆、林煒                                 |

### MV作品
- 王诗安「我的我自己」（連同姐姐邱苡晰）

### 電影
- 樓下的房客【張穎如（童年）】

### 微電影
- 法國巴黎人壽《睡美人》微電影（連同姐姐邱苡晰）
- sasa睫毛膏（連同姐姐邱苡晰）
- 遠雄人壽《願望》微電影（連同姐姐邱苡晰）

## 廣告作品

### 電視廣告
- 全家便利商店-經典麵包女孩篇
- 经济部能源局2.5倍节能篇
- 阿瘦皮鞋舞龙篇
- 东元冷气环保进化篇
- 毛宝小苏打洗衣液体皂
- 佳音英語劇团TVC

### 平面廣告作品
- 东元冷气型录
- 台湾妮芙露型录（媃媃）

## 外部連結
- 雙胞胎樂樂媃媃的Facebook專頁
- YouTube上的雙胞胎樂樂媃媃頻道
- 雙胞胎樂樂媃媃的新浪微博
- 雙胞胎樂樂媃媃的Instagram帳戶
- 邱苡媃的Instagram帳戶